# Gouvernement Syr Darja
Het gouvernement Syr Darja (Russisch: Сырдарьинская губерния, Syrdarjanskaja goebernija) was een gouvernement (goebernija) van de Kirgizische Autonome Socialistische Sovjetrepubliek na 1925 Kazachse Autonome Socialistische Sovjetrepubliek. Het gouvernement bestond van 1924 tot 1928. Het ontstond op 12 december 1924 werd het gebied rond de Syr Darja dat deel uitmaakte van de Turkestaanse Autonome Socialistische Sovjetrepubliek in het nieuwe gouvernement ondergebracht. De naam herinnerd aan de voormalige oblast Syr Darja die grotendeels hetzelfde grondgebied omvatte. In 1927 werd de hoofdstad van het district Oelitau verplaatst naar Jezqazğan. Op 17 januari 1928 werd het gouvernement opgeheven en werd het gebied onderdeel van de okroegen Kizilorda en Syr-Darja van het  Kazachse Autonome Socialistische Sovjetrepubliek. De hoofdstad was Kyzylorda.